# Concentration 20
 (février 2024).
- Si vous ne connaissez pas le sujet, laissez ce bandeau (vous pouvez alors contacter les auteurs).
- Si vous supprimez le contenu mis en cause (vous pouvez préalablement contacter les auteurs),

argumentez précisément cette suppression dans la page de discussion
(un manque de référence n'est pas un argument ; une recherche réelle de référence doit avoir été effectuée, être formellement documentée).
Concentration 20 est le troisième album studio de la chanteuse japonaise Namie Amuro, sorti le 24 juillet 1997 chez Avex Trax. Le genre de l'album est une fusion de styles comprenant la pop, la dance et le rock. Contrairement à l'effort précédent de Namie, Sweet 19 Blues, dont les paroles étaient principalement écrites par Tetsuya Komuro, les paroles de Concentration 20 étaient principalement écrites par Marc Panther. Tetsuya Komuro a cependant composé et arrangé la plupart des chansons de l'album et a écrit les paroles de trois d'entre elles. C'était le deuxième album solo de Namie depuis le début en 1997.
Albums de Namie Amuro
Original Tracks Vol.1
(1996) 181920
(1998)
Singles
Évaluations professionnelles
A Walk in the Park est sorti comme premier single de l'album le 27 novembre 1996. Il a connu un grand succès, devenant le quatrième single numéro un de Namie et le quatrième million de ventes. Le deuxième single, Can You Celebrate?, est sorti le 19 février 1997. Ce fut un succès commercial sans précédent, se vendant à plus de 2,7 millions d'exemplaires et reste le single physique le plus vendu par une soliste féminine dans l'histoire du Japon. Il a été certifié double million par la RIAJ, son premier et unique single à recevoir un tel Le troisième single rock, How to Be a Girl, atteint le numéro un et se vend à plus de 770 000 exemplaires, devenant ainsi le sixième single numéro un de Namie. L'album a reçu des critiques positives lors de sa sortie et a remporté les Asia Association Music Prize Awards. L'album a connu un énorme succès, se classant en tête du classement des albums Oricon avec des ventes de 824 980 exemplaires la première semaine. Il est resté dans les charts pendant 28 semaines et a été le septième album le plus vendu de l'année, se vendant à près de deux millions d'exemplaires et est le 83e album le plus vendu de tous les temps au Japon. Combiné aux ventes de ses singles, Concentration 20 s'est vendu à environ 4,5 millions d'exemplaires.
Après que l'album Sweet 19 Blues de Namie Amuro se soit vendu à plus de trois millions d'exemplaires au Japon en 1996 et ait même été pendant une brève période l'album japonais le plus vendu de tous les temps, l'enregistrement d'un album de suivi a commencé. Une grande partie de l'enregistrement de Concentration 20 a été réalisée aux États-Unis, principalement à Los Angeles, en Californie. Deux mois plus tôt, Namie était en tournée au Japon lors de la tournée Namie Amuro 1997 A Walk in the Park. Son précédent album, Sweet 19 Blues, est devenu l'album le plus vendu de tous les temps lors de sa sortie. Le même mois où l'album est sorti, Namie a fait une tournée des quatre dômes du Japon pour le soutenir. Quelques mois après la tournée, elle annoncerait sa grossesse et son prochain congé de maternité.
L'album incarne une gamme de styles incluant la pop, le rock et même du reggae. Contrairement à son album précédent qui était lourd du côté pseudo-R&B, cet album en était pratiquement dépourvu. Concentration 20 adopte un style plus électronique similaire à celui du groupe de son producteur, globe. Certains prétendent que l'album n'est pas vraiment le reflet de Namie, mais démontre simplement le talent de Tetsuya Komuro.
L'ouverture de l'album est influencée par le rock industriel, Concentration 20 (make you alright). La chanson ne ressemblait à rien de ce qu’elle avait sorti auparavant et incarne vraiment la diversité de ce projet. Me love peace!! était la première tentative de Namie de musique de style reggae. Elle ne tentera plus un style similaire jusqu'à ce que Queen of Hip-Pop (2005) soit sorti avec quelques chansons à la mode dancehall et reggaeton. Deux des singles de l'album, A Walk in the Park et Can You Celebrate? apparaissent sur l'album subtilement remixés. Peut-être que la seule chanson qui démontre à quel point Tetsuya était dans cet album est I Know...La chanson est une piste instrumentale interprétée uniquement par lui. La pochette représente Namie dans une robe élégante conçue à Tokyo et ses yeux fermés posent ses enveloppes sur des lignes coupées de rideau.
Les singles de cet album ont connu un grand succès, deux d’entre eux se sont vendus à des millions de dollars et ont atteint la première place des charts.
A Walk in The Park
Sorti 4 mois après le succès massif de son premier album studio Sweet 19 Blues, il est devenu son quatrième single numéro un et vendu à un million d'exemplaires. Le single a passé 7 semaines dans le top 5 et 8 semaines dans le Top 10 au total. Elle a interprété la chanson aux Japan Cable Awards en décembre 1996 et aux Japan Gold Disc Awards en février 1997. A Walk in the Park était le 13e single le plus vendu de l'année 1997.
Can You Celebrate ?
Namie a commencé l'année 1997 avec son single déterminant, le plus grand succès à ce jour. La chanson, une ballade influencée par le gospel, est sortie en tant que deuxième single de l'album. Il a ouvert à la première place avec plus de 800 000 exemplaires vendus au cours de sa première semaine, les ventes de première semaine les plus élevées pour un single à cette époque et les 8èmes ventes d'ouverture les plus élevées de tous les temps pour un single au Japon. Il a passé deux semaines consécutives au #1,7 semaines dans le top 5 et 8 semaines dans le Top 10 au total. Il a été cartographié pendant 40 semaines. Can You Celebrate? était le single le plus vendu de 1997 et le 14e single le plus vendu de l'histoire de la musique japonaise avec des ventes de plus de 2,5 millions d'exemplaires. Un remix de la chanson est également sorti pour commémorer le mariage de Namie avec Sam et a également connu un succès avec environ 500 000 unités vendues. En décembre 1997, la chanson l'a aidée à remporter le prix du meilleur single aux 39e Japan Record Awards.

## Liste des titres
| 1.  | Concentration 20 (make you alright) | 4:07 |
| 2.  | B w/z you                           | 5:03 |
| 3.  | Close your eyes, Close to you       | 5:50 |
| 4.  | Me love peace!!                     | 4:29 |
| 5.  | No Communication                    | 4:14 |
| 6.  | a walk in the park [album mix]      | 5:50 |
| 7.  | To-day                              | 4:41 |
| 8.  | Storm (feat. m.c.A・T)              | 3:07 |
| 9.  | Whisper                             | 5:08 |
| 10. | CAN YOU CELEBRATE? [album mix]      | 6:15 |
| 11. | I know...                           | 3:09 |
| 12. | How to be a Girl                    | 4:24 |